# غرس تعلالين (إقليم الرشيدية)
 غرس تعلالين  (بالإنجليزية: GUERS TIAALLALINE)‏ هي جماعة قروية تابعة لإقليم الرشيدية ضمن جهة مكناس تافيلالت بالمغرب.  بلغ مجموع عدد سكان غرس تعلالين   حسب إحصاءات 2004 حوالي 11931  نسمة  يعيشون في  2086 أسرة.

## إحصاء عام
| السنة | عدد السكان | عدد الأسر | عدد الأجانب |
| ----- | ---------- | --------- | ----------- |
| 1994  | 9718       | 1619      | °°°°        |
| 2004  | 11931      | 2086      | 1           |